# پارک ملی موسی وا تونیا
پارک ملی موسی وا تونیا (به لاتین: Mosi-oa-Tunya National Park) یک پارک ملی در زیمبابوه است که در استان جنوبی (زامبیا) واقع شده‌است.

## میراث جهانی
این پارک در فهرست میراث جهانی یونسکو ثبت شده است.